# Хакес, Хайме
Хайме Хакес младший (англ. Jaime Jaquez Jr.; род. 16 февраля 2001 или 18 февраля 2001, Ирвайн, Калифорния) — американо-мексиканский профессиональный баскетболист, выступающий за команду НБА «Майами Хит». Играет на позициях лёгкого форварда и атакующего защитника.

## Профессиональная карьера
Хакес был приглашен на драфт НБА 2023 года. Он был выбран «Майами Хит» под 18 пиком, и стал единственным игроком конференции Pac-12, выбранным в первом раунде. Он был первым выпускником «УКЛА Брюинз», выбранным в первом раунде после Даррена Коллисона в 2009 году. 1 июля Хакес официально подписал контракт с «Хит». Вскоре после этого он присоединился к «Майами» для участия в Летней лиге 2023 года, но сыграл всего две игры, прежде чем получил травму плеча.
Хакес начал регулярный сезон 2023/2024 с небольшого количества минут после травмы паха перед началом сезона. 28 октября 2023 года Хакес впервые в карьере вышел в стартовом составе, когда он и Никола Йович вышли в состав против клуба «Миннесота Тимбервулвз», заменив отсутствующих ветеранов Джимми Батлера и Кевина Лава. 8 ноября против «Мемфис Гриззлис» Хакес отыграл всю четвертую четверть и забил решающий трёхочковый, увеличив преимущество «Майами» с трёх до шести очков за 18,4 секунды до конца матча, закончившегося со счётом 108–102. В следующей игре, когда Батлер и Тайлер Хирро отсутствовали, он вышел в третий раз в стартовом составе в сезоне, набрав на тот момент рекордные 20 очков за 39 минут в победном матче со счётом 117–109 против «Атланты Хокс». 4 декабря Хакес был назван новичком месяца Восточной конференции за игры, сыгранные в октябре/ноябре. Это 10-й раз, когда новичок «Майами Хит» удостаивается этой чести, и пятый игрок, сделавший это, присоединившись к Кэрону Батлеру (4 раза), Кендрику Нанну (3 раза), Джошу Ричардсону и Майклу Бизли. 25 декабря Хакес набрал рекордные в карьере 31 очко и 10 подборов в выигранной игре со счётом 119–113 над «Филадельфией Севенти Сиксерс». 4 января Хакес получил свою вторую подряд награду «Новичок месяца» Восточной конференции за игры, сыгранные в декабре.
Хакес в 2024 году был выбран для участия в матче восходящих звёзд НБА и в конкурсе по броскам сверху НБА.

## Карьера в сборной
Хакес может представлять как сборную Мексики, так и сборную США на международной арене. Хакес играл за сборную Мексики как мексикано-американский гражданин на Панамериканских играх 2019 года в Лиме.

## Статистика

### Статистика в НБА
| Сезон                                                                                    | Команда | Регулярный сезон | Регулярный сезон | Регулярный сезон | Регулярный сезон | Регулярный сезон | Регулярный сезон | Регулярный сезон | Регулярный сезон | Регулярный сезон | Регулярный сезон | Регулярный сезон | Серия плей-офф | Серия плей-офф | Серия плей-офф | Серия плей-офф | Серия плей-офф | Серия плей-офф | Серия плей-офф | Серия плей-офф | Серия плей-офф | Серия плей-офф | Серия плей-офф |
| Сезон                                                                                    | Команда | GP               | GS               | MPG              | FG%              | 3P%              | FT%              | RPG              | APG              | SPG              | BPG              | PPG              | GP             | GS             | MPG            | FG%            | 3P%            | FT%            | RPG            | APG            | SPG            | BPG            | PPG            |
| ---------------------------------------------------------------------------------------- | ------- | ---------------- | ---------------- | ---------------- | ---------------- | ---------------- | ---------------- | ---------------- | ---------------- | ---------------- | ---------------- | ---------------- | -------------- | -------------- | -------------- | -------------- | -------------- | -------------- | -------------- | -------------- | -------------- | -------------- | -------------- |
| 2023/24                                                                                  | Майами  | 75               | 20               | 28,2             | 48,9             | 32,2             | 81,1             | 3,8              | 2,6              | 1,0              | 0,3              | 11,9             | 4              | 4              | 30,6           | 40,4           | 23,1           | 85,7           | 3,3            | 3,0            | 0,8            | 0,5            | 12,8           |
|                                                                                          | Всего   | 75               | 20               | 28,2             | 48,9             | 32,2             | 81,1             | 3,8              | 2,6              | 1,0              | 0,3              | 11,9             | 4              | 4              | 30,6           | 40,4           | 23,1           | 85,7           | 3,3            | 3,0            | 0,8            | 0,5            | 12,8           |
| Наведите курсор мыши на аббревиатуры в заголовке таблицы, чтобы прочесть их расшифровку. |         |                  |                  |                  |                  |                  |                  |                  |                  |                  |                  |                  |                |                |                |                |                |                |                |                |                |                |                |

### Статистика в NCAA
| Сезон | Команда | Conf   | Class | GP  | GS  | MPG  | FG%  | 3P%  | FT%  | RPG | APG | SPG | BPG | PPG  |
| --- | ------- | ------ | ----- | --- | --- | ---- | ---- | ---- | ---- | --- | --- | --- | --- | ---- |
| 2019/20 | УКЛА    | Pac-12 | FR    | 31  | 23  | 26,6 | 45,4 | 31,3 | 76,1 | 4,8 | 1,4 | 1,4 | 0,4 | 8,9  |
| 2020/21 | УКЛА    | Pac-12 | SO    | 32  | 32  | 34,9 | 48,6 | 39,4 | 65,5 | 6,1 | 1,7 | 1,2 | 0,7 | 12,3 |
| 2021/22 | УКЛА    | Pac-12 | JR    | 34  | 34  | 30,5 | 47,2 | 27,6 | 76,1 | 5,7 | 2,3 | 1,1 | 0,3 | 13,9 |
| 2022/23 | УКЛА    | Pac-12 | SR    | 37  | 37  | 33,2 | 48,1 | 31,7 | 77,0 | 8,2 | 2,4 | 1,5 | 0,6 | 17,8 |
| Всего | Всего   | Всего  | Всего | 134 | 126 | 31,4 | 47,5 | 32,8 | 73,7 | 6,3 | 2,0 | 1,3 | 0,5 | 13,4 |
| Наведите курсор мыши на аббревиатуры в заголовке таблицы, чтобы прочесть их расшифровку Статистика приведена с сайта sports-reference.com |         |        |       |     |     |      |      |      |      |     |     |     |     |      |